# Enes enganensis
Enes enganensis är en skalbaggsart som beskrevs av Stefan von Breuning 1956. Enes enganensis ingår i släktet Enes och familjen långhorningar. Inga underarter finns listade i Catalogue of Life.